# Cumanotus cuenoti
Cumanotus cuenoti is een slakkensoort uit de familie van de Cumanotidae. De wetenschappelijke naam van de soort is voor het eerst geldig gepubliceerd in 1948 door Pruvot-Fol.